# Tratado anglo-neerlandés de 1814
El Tratado anglo-neerlandés de 1814 (también conocido como la Convención de Londres; en neerlandés: Verdrag van Londen; en inglés: Convention of London) fue firmado por el Reino Unido de Gran Bretaña e Irlanda y el Soberano Principado de los Países Bajos Unidos en Londres el 13 de agosto de 1814.
El tratado restauró la mayoría de los territorios en las Molucas y Java que Gran Bretaña había confiscado en las Guerras Napoleónicas, pero confirmó la posesión británica de la Colonia del Cabo en el extremo sur de África, así como de partes de la Guayana Neerlandesa en América del Sur. Fue firmado por Robert Stewart, vizconde de Castlereagh, en representación de los británicos y el diplomático Hendrik Fagel, en representación de los neerlandeses.
Los británicos abandonaron Java y Sumatra en 1821, y los neerlandeses pronto se vieron envueltos en guerras coloniales en Java.

## Términos

### Posesiones
El tratado devolvió las posesiones coloniales de los neerlandeses a tal como estaban en enero de 1803, antes del estallido de las guerras napoleónicas en América, África y Asia, con excepción del Cabo de Buena Esperanza y los asentamientos sudamericanos de Demerara, Esequibo y Berbice, donde los neerlandeses conservaron derechos comerciales.
Además, los británicos cedieron la isla de Bangka frente a la isla de Sumatra a cambio del asentamiento de Cochín en la India y sus dependencias en la costa de Malabar. Los neerlandeses también cedieron el distrito de Baranagar, situado cerca de Calcuta, a cambio de un pago anual.

### Cooperación
El tratado también mencionaba una declaración del 15 de junio de 1814 de los neerlandeses: los barcos negreros ya no podían entrar en los puertos británicos. Esta restricción se extendería a la prohibición de la participación de súbditos neerlandeses en el comercio de esclavos en el Atlántico. Gran Bretaña también acordó pagar un millón de libras esterlinas a Suecia para resolver una reclamación sobre la de Guadalupe
Los británicos y los neerlandeses acordaron gastar 2 millones de libras esterlinas cada uno para mejorar las defensas de los Países Bajos. Se mencionan más fondos, de hasta 3 millones de libras esterlinas, para la "solución final y satisfactoria de los Países Bajos en unión con Holanda". 
Las disputas derivadas del tratado fueron objeto del Tratado anglo-neerlandés de 1824 .